# Аулестія Сальвадор

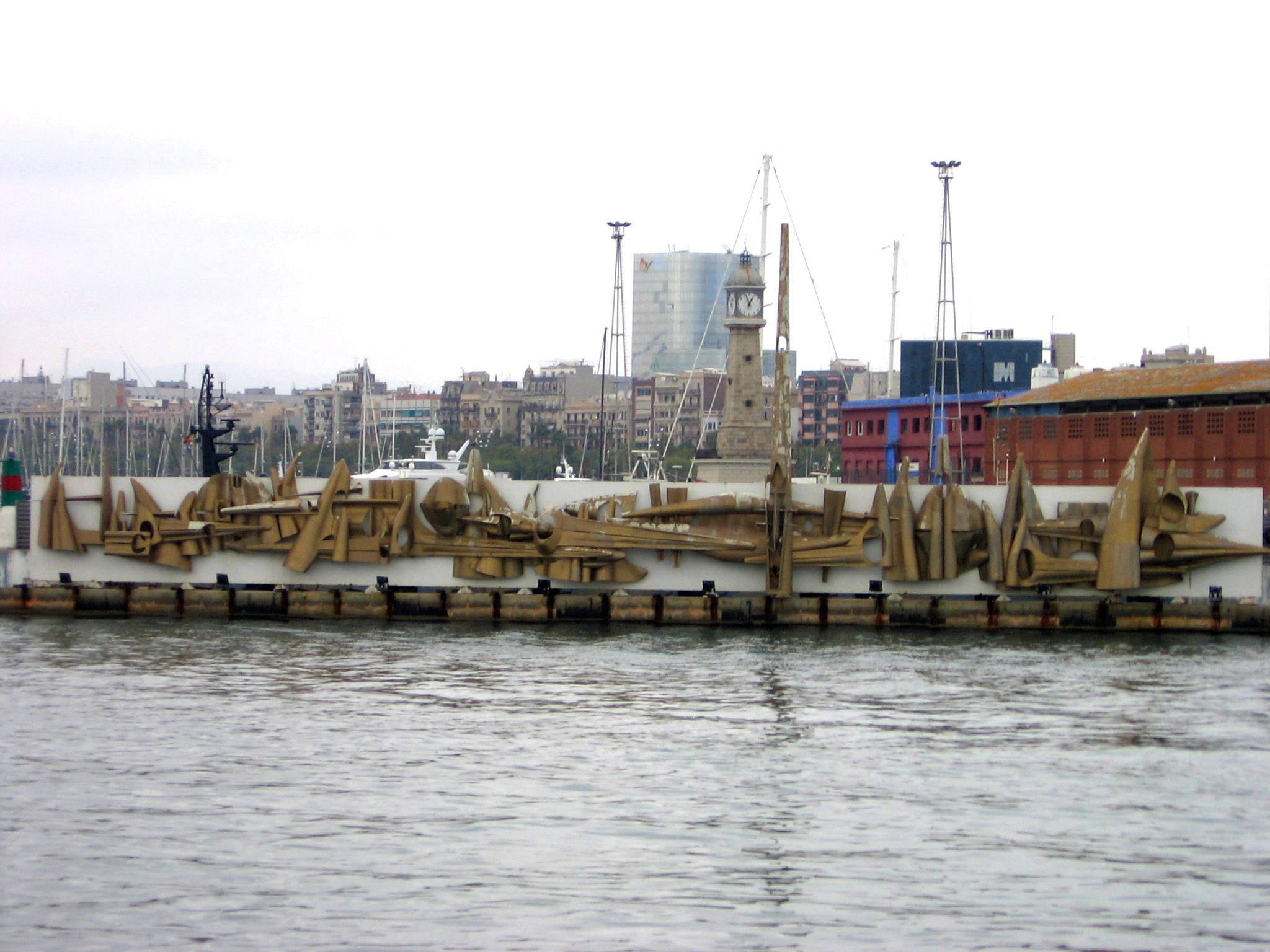
Sideroploide, Феррокульптура № 5 або Людям моря, порт Барселони.

Сальвадор Аулестія-і-Васкес, ісп. Salvador Aulèstia i Vàzquez (* 1919 — † 1994, Барселона) — іспанський та каталонський художник і скульптор. В роботі сповідував пластичний експресіонізм з тенденцією до абстракцій. Виставлявся на І Жовтневому Салоні (ісп. I Salón de Octubre), 1948, та на інших міжнародних виставках. Серед найвідоміших робіт — «Sideroploide» в порту Барселони (1960–1963) та серія меблів-скульптур (1965).